# Nicola Tempesta

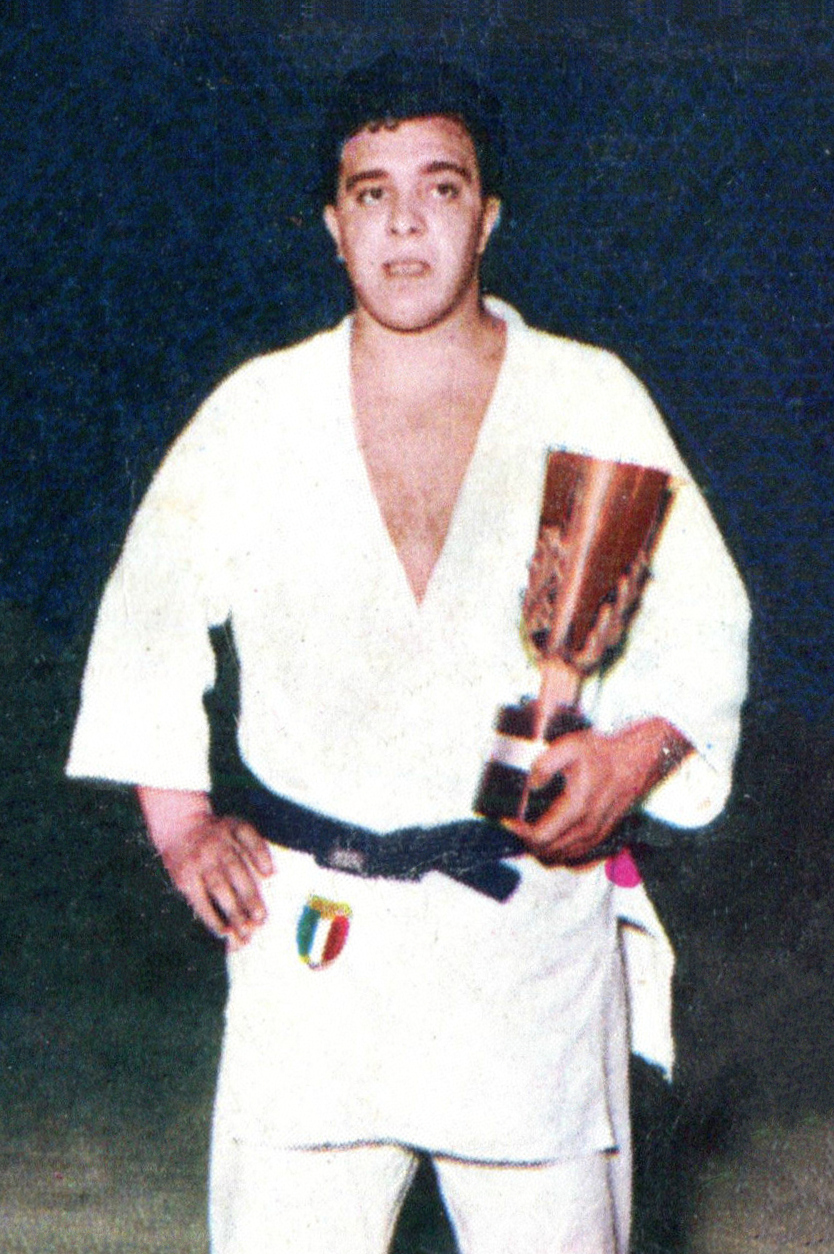
Nicola Tempesta nel 1966

Nicola Tempesta (Napoli, 28 giugno 1935 – Napoli, 20 febbraio 2021) è stato un judoka italiano.

## Carriera
Conobbe il Jūdō nel 1950 a Roma. Nello stesso anno iniziò a praticare il judo presso la società Polisportiva Partenope a Napoli.
Dopo soli due anni, nel 1952 partecipò ai primi campionati italiani assoluti categoria 65 kg, classificandosi terzo.
Si classificò primo al campionato italiano ENAL a Roma categoria 80 kg.
Partecipò per la prima volta ai campionati europei, battuto al secondo turno.
Dotato di potenza e velocità notevoli per un peso massimo, il suo stile era caratterizzato dalla versatilità tecnica.
Ricoprì l'incarico di Direttore tecnico della Nazionale italiana.
Partecipò all'Olimpiadi di Tokyo del 1964, le prime per il judo, insieme a Bruno Carmeni, ma venne eliminato al Girone di qualificazione con la vittoria per ippon contro V. Huang (Taiwan) e la contestatissima sconfitta per immobilizzazione con J.Kim (Corea).
Pur ritirandosi anzitempo, dimostrò di possedere un'ottima tecnica ed un eccellente grado di preparazione, requisiti acquistati entrambi durante la permanenza in terra giapponese.
Nel 1987 gli fu conferito il 7º dan, e Nel 2007 e l'8º dan. Alla fine di giugno del 2018, festeggiò la consegna del 9º dan.
Oltre alle sue qualità di agonista e di tecnico, va ricordata l'importante iniziativa che, insieme al Prof. Sergio Fati, portò alla creazione di una scuola di Judo presso il collegio per gli orfani dei lavoratori italiani (ENAOLI) di Napoli. Dalla palestra dell'ENAOLI la tradizione fu poi portata avanti dal Kodokan Napoli, società numerose volte campione d'Italia.
Fu a lungo attivo in raduni e stage nazionali e internazionali.
Affetto da numerose patologie, è morto a 85 anni.

## Palmarès
- 1957 Si aggiudica il campionato europeo
- 1960 2º agli Europei e per la quinta volta è campione italiano assoluto
- 1961 Per la seconda volta campione europeo e Campione italiano per la sesta volta
- 1962 Secondo ai campionati europei e Campione italiano per la settima volta
- 1964 Campione d'Italia per l'ottava volta
- 1964 Partecipazione alle Olimpiadi di Tokio
- 1965 Campione d'Italia per la nona volta

| Anno | Categoria | Categoria            |
| ---- | --------- | -------------------- |
|      | Massimi   | Senza limite di peso |
| 1956 |           | 1                    |
| 1957 | 1         |                      |
| 1958 |           | 1                    |
| 1959 | 1         | 1                    |
| 1960 |           | 1                    |
| 1961 |           | 1                    |
| 1965 | 1         |                      |